# 177 (szám)
A 177 (százhetvenhét) a 176 és 178 között található természetes szám.
A 177 két prímszám szorzata, ezért félprím, a prímtényezői pedig Gauss-prímek, ezért Blum-egész.
Leyland-szám, tehát felírható {\displaystyle x^{y}+y^{x}} alakban (27 + 72).
177 60-szögszám.